# Собокленщ (Плонський повіт)
Собокленщ (пол. Soboklęszcz) — село в Польщі, у гміні Йонець Плонського повіту Мазовецького воєводства.
Населення — 177 осіб (2011).
У 1975-1998 роках село належало до Цехановського воєводства.

## Демографія
Демографічна структура станом на 31 березня 2011 року:
|          | Загалом | Допрацездатний вік | Працездатний вік | Постпрацездатний вік |
| -------- | ------- | ------------------ | ---------------- | -------------------- |
| Чоловіки | 92      | 20                 | 56               | 16                   |
| Жінки    | 85      | 17                 | 48               | 20                   |
| Разом    | 177     | 37                 | 104              | 36                   |